# クアッソ・アル・モンテ
クアッソ・アル・モンテ（伊: Cuasso al Monte）は、イタリア共和国ロンバルディア州ヴァレーゼ県にある、人口約3,600人の基礎自治体（コムーネ）。

## 地理

### 位置・広がり

#### 隣接コムーネ
隣接するコムーネは以下の通り。
- アルチザーテ
- ベザーノ
- ビズスキオ
- ブルジンピアーノ
- クリアーテ＝ファビアスコ
- マルキローロ
- マルツィオ
- ポルト・チェレージオ
- ヴァルガンナ

### 地震分類
イタリアの地震リスク階級 (it) では、4 に分類される
。

## 行政

### 分離集落
クアッソ・アル・モンテには、以下の分離集落（フラツィオーネ）がある。
- Alpe Tedesco, Borgnana, Cavagnano, Cuasso al Lago, Cuasso al Piano, Mondo Nuovo, Villaggio Siba